# 남인도

남인도

남인도(南印度)는 지리적으로 인도 아대륙의 남부 지역을 뜻한다. 

## 민족
드라비다인 계열이 대부분이며 이 중에서도 타밀족이 대표적이다. 다만 남인도에는 드라비다인 이외에도 인도아리아인을 비롯한 타민족 사람들도 거주하고 현지 언어를 사용하고 있다. 마찬가지로 인도아리아인들이 대부분인 북인도 지역에도 253,051,953명 정도의 드라비다인들이 거주하고 있다.

## 언어
주로 드라비다어군 계통의 언어를 사용하며 이중에서도 타밀어와 텔루구어가 제일 많이 사용되고 있다. 

## 경제
흔히 수도인 델리가 위치한 북인도 지역과 옛 마가다 왕국이 위치하던 동인도 지역이 부유하고 남인도 지역이 가난하다고 생각하기 쉽지만 실제로는 남인도 지역과 서인도 지역은 인도 공화국 내에서도 꽤 부유한 지역에 속하는데 그 이유는 서인도 지역과 남인도 지역은 내륙 지방인 북인도와 달리 해안 지방이어서 예로부터 무역이 활발하게 진행되며 손쉽게 부를 축적할 수 있었기 때문이다. 실제로 과거 남인도 지역의 촐라 왕국은 인도양 무역의 주요 중심지 중 하나였다.

## 같이 보기
- 인도의 행정 구역